# Echinopsis riviere-de-caraltii
Echinopsis riviere-de-caraltii là một loài thực vật có hoa trong họ Cactaceae. Loài này được Cárdenas mô tả khoa học đầu tiên năm 1971.